# Emil Ernst August Tietze
Emil Ernst August Tietze (Breslau, 15 de juny de 1845 - Viena, 4 de març de 1931) va ser un geòleg. Nascut en el si d'una família benestant, el seu pare era un industrial del país. Estudià primer a la Universitat de Breslau i després a Tübingen les ciències naturals i la geologia. Després va tornar a Breslau, on va obtenir el seu doctorat sota la direcció de Ferdinand von Roemer.